# تاتسیانا لیختاروویچ
تاتسیانا لیختاروویچ (انگلیسی: Tatsiana Likhtarovich؛ زادهٔ ۲۹ مارس ۱۹۸۸) بازیکن بسکتبال اهل بلاروس است. وی در بازی‌های المپیک تابستانی ۲۰۰۸ و ۲۰۱۶ شرکت کرده‌است.